# وقواق صقري شمالي
وقواق صقري شمالي (الاسم العلمي: Cuculus fugax) هو نوع من جنس كوكو.